# Burg Veveří
Burg Veveří (deutsch Burg Eichhorn) ist eine Burg in Südmähren, Tschechien. Sie liegt auf dem Gebiet der Großstadt Brünn (tschechisch Brno), 12 km nordwestlich vom Stadtkern am Brünner Stausee.

## Sage
Nach einer Überlieferung verirrte der Brünner Fürst Konrad aus dem Geschlecht der Přemysliden sich um das Jahr 1059 bei der Jagd während eines Gewitters. Er betete und versprach, eine Kapelle und eine Burg zu bauen, wenn er gesund davonkäme. Daraufhin fand er die Hütte eines armen Köhlers, in der er übernachten konnte. Der Fürst entlohnte den Köhler und ließ an der Stelle seiner Errettung eine Burg sowie eine Kapelle bauen. Während er bei einem Spaziergang unter der Burg überlegte, wie er sie nennen sollte, warf ein Eichhörnchen einen Zapfen auf den Kopf des Fürsten, woraufhin er auf die Idee kam, die Burg Veveři (veverka – „Eichhörnchen“) zu nennen.

## Geschichte
In ihrer zum guten Teil erhaltenen Form stammt die Burg mit ihren Befestigungen durch Schanzen, Graben und Bastionen aus der Mitte des 13. Jahrhunderts. Sie wurde als böhmische Königsburg errichtet. Der Palast hat einen Gratturm. Die frühgotische Burgkapelle Jungfrau Maria steht abseits am Gelände der ehemaligen Vorburg. Das Bild der Madonna von Veveří aus dem 14. Jahrhundert ist im Diözesanmuseum Brünn zu sehen.
1802 kaufte der Textilfabrikant Wilhelm von Mundy die Burg mit der zugehörigen Herrschaft und dem Gut Ritschans auf. Johann von Mundy und seine Frau nahmen ihren Sitz auf der Burg. Ihr Sohn Jaromír von Mundy wurde auf Eichhorn geboren. Später wurde es die Sommerresidenz von Prinz Gustav von Wasa-Holstein-Gottorp, dessen Tochter, die spätere Königin Carola von Sachsen hier Kindheitsjahre verbrachte.
Im Jahr 1896 ging die Burg in den Besitz des englischen Adligen Maurice Arnold de Forest über. Sein Jugendfreund, der spätere britische Premierminister Winston Churchill, besuchte die Burg Veveří insgesamt dreimal. Im Jahr 1908 verbrachten Churchill, damals Handelsminister, und seine Gattin Clementine einen Teil ihrer Hochzeitsreise auf der Burg. 
Die Burg befindet sich seit 1925 im (damals tschechoslowakischen) Staatsbesitz und wird derzeit aufwändig renoviert. Von 1942 bis 1945 diente sie den deutschen Truppen als Wehrmachts- und SS-Lazarett.

## Bilder

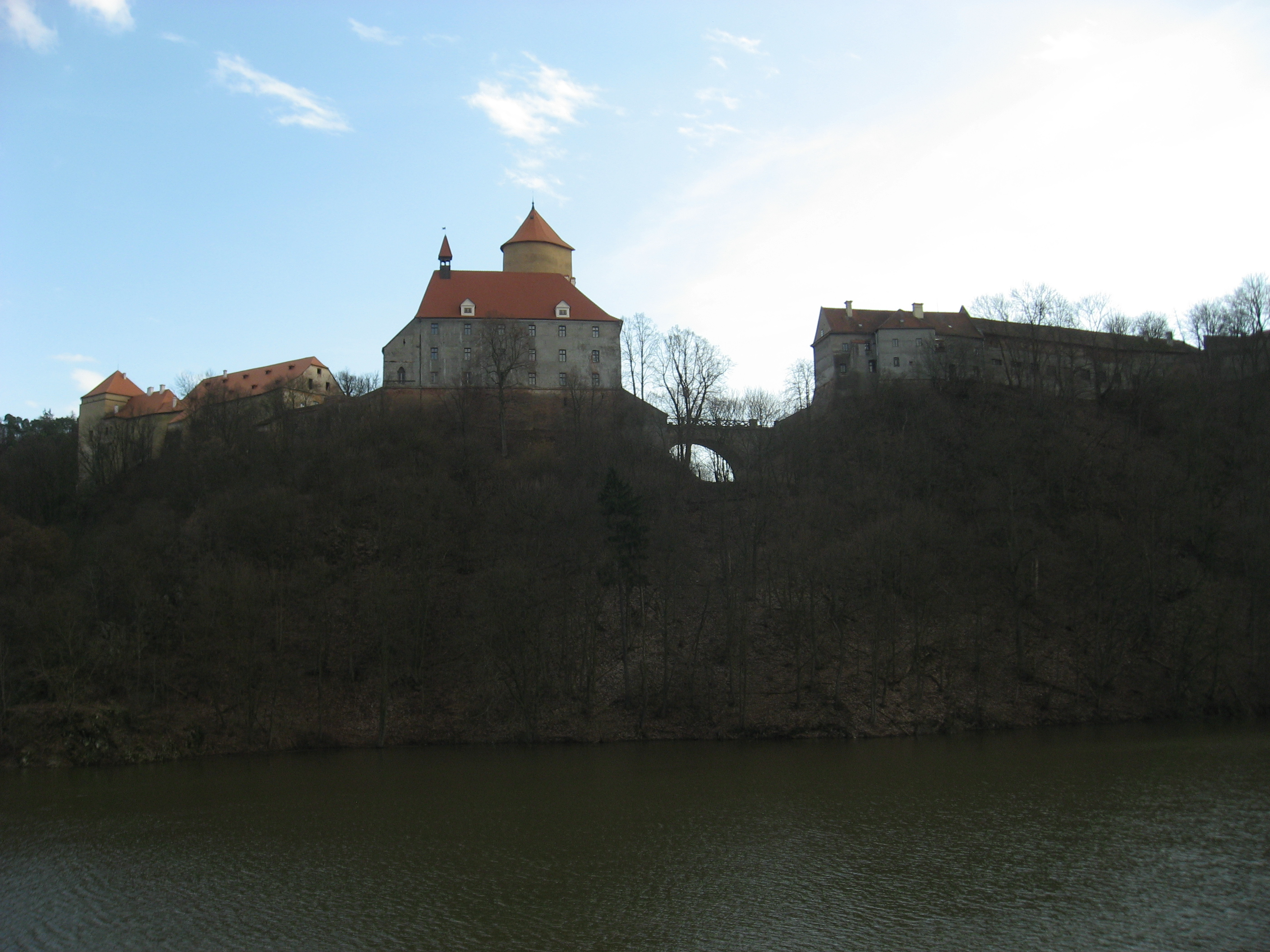
Blick von Osten
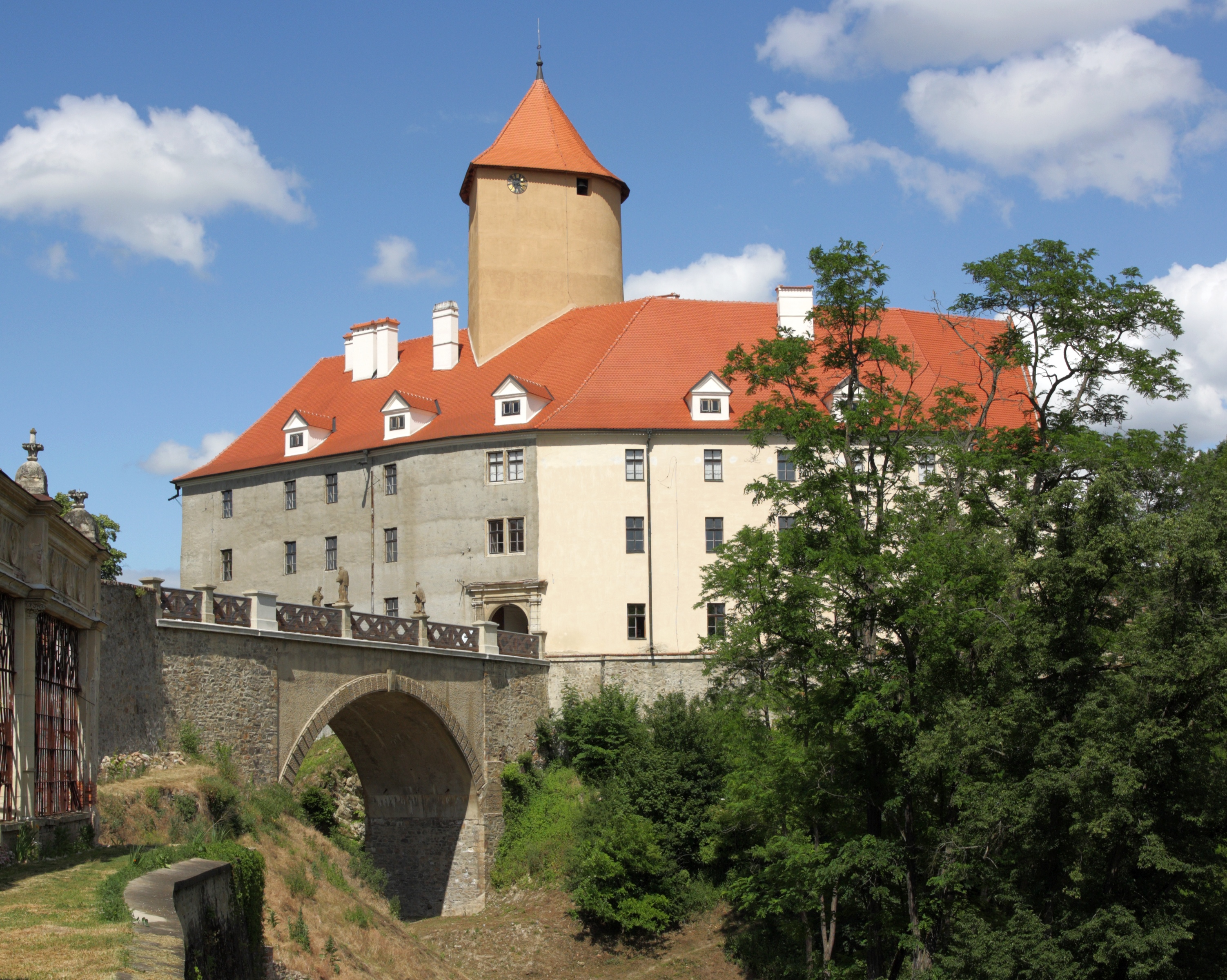
Hauptpalast mit dem ältesten Turm
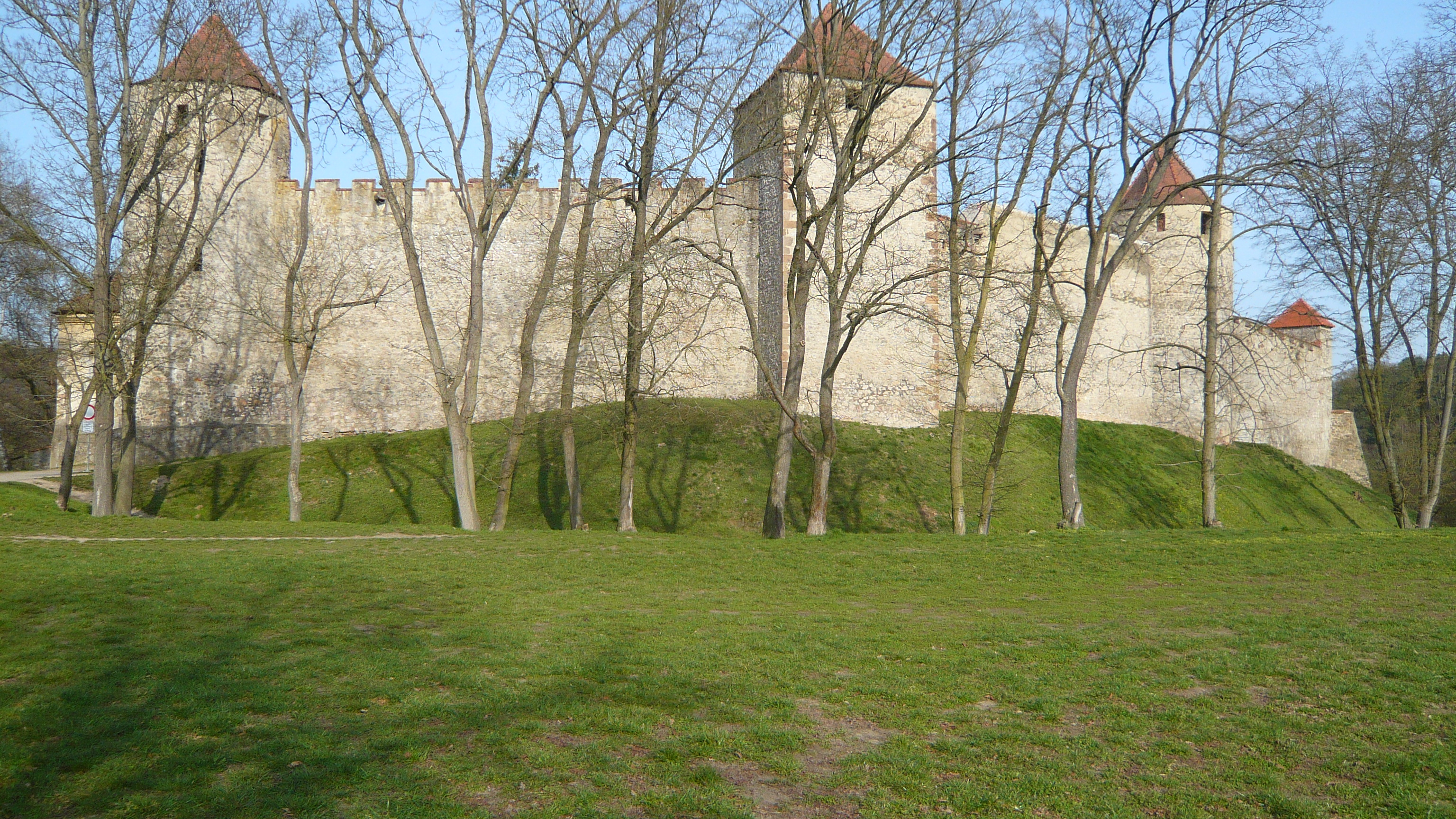
Fortifikation ab 1350
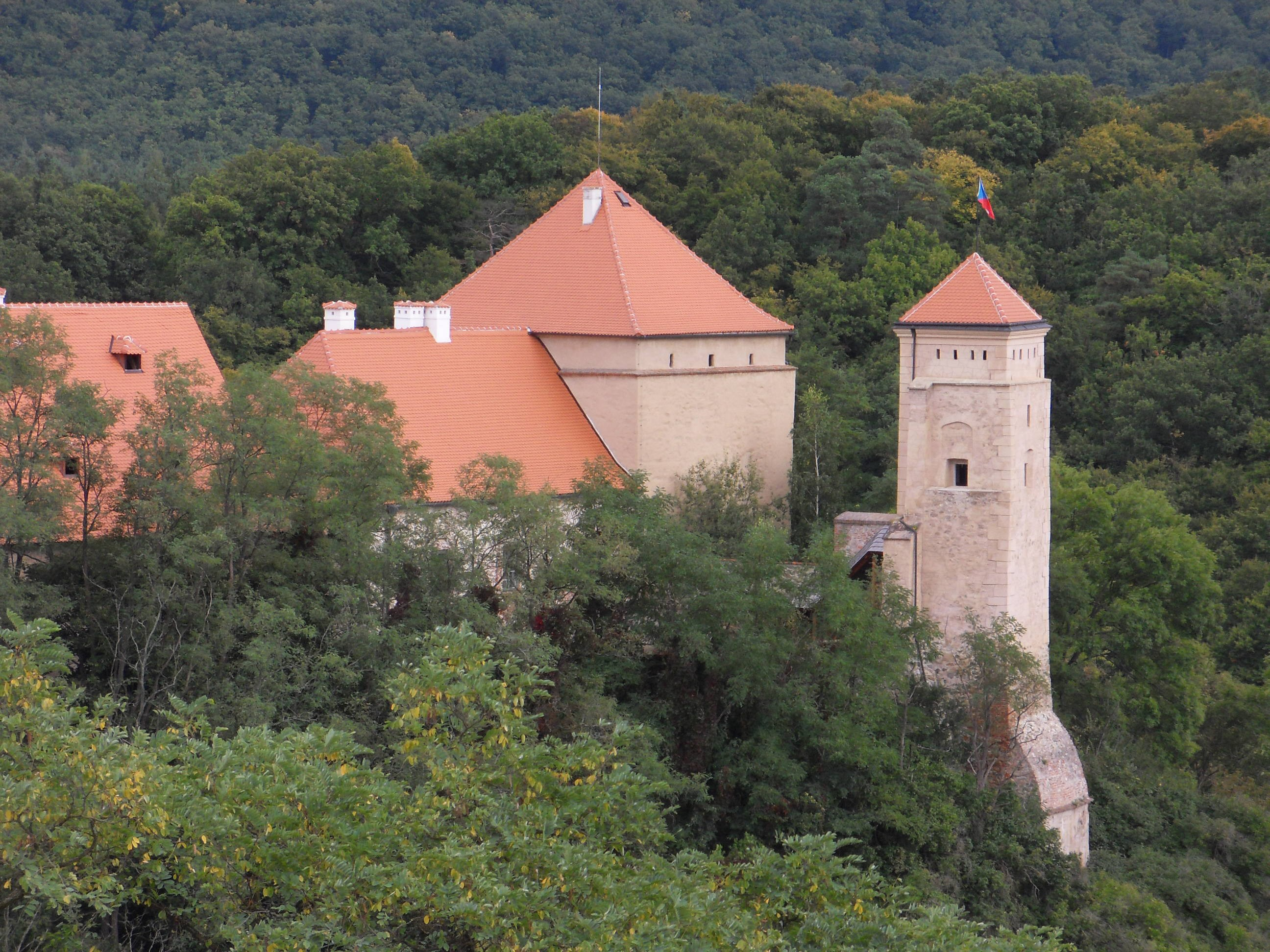
Ältester Teil
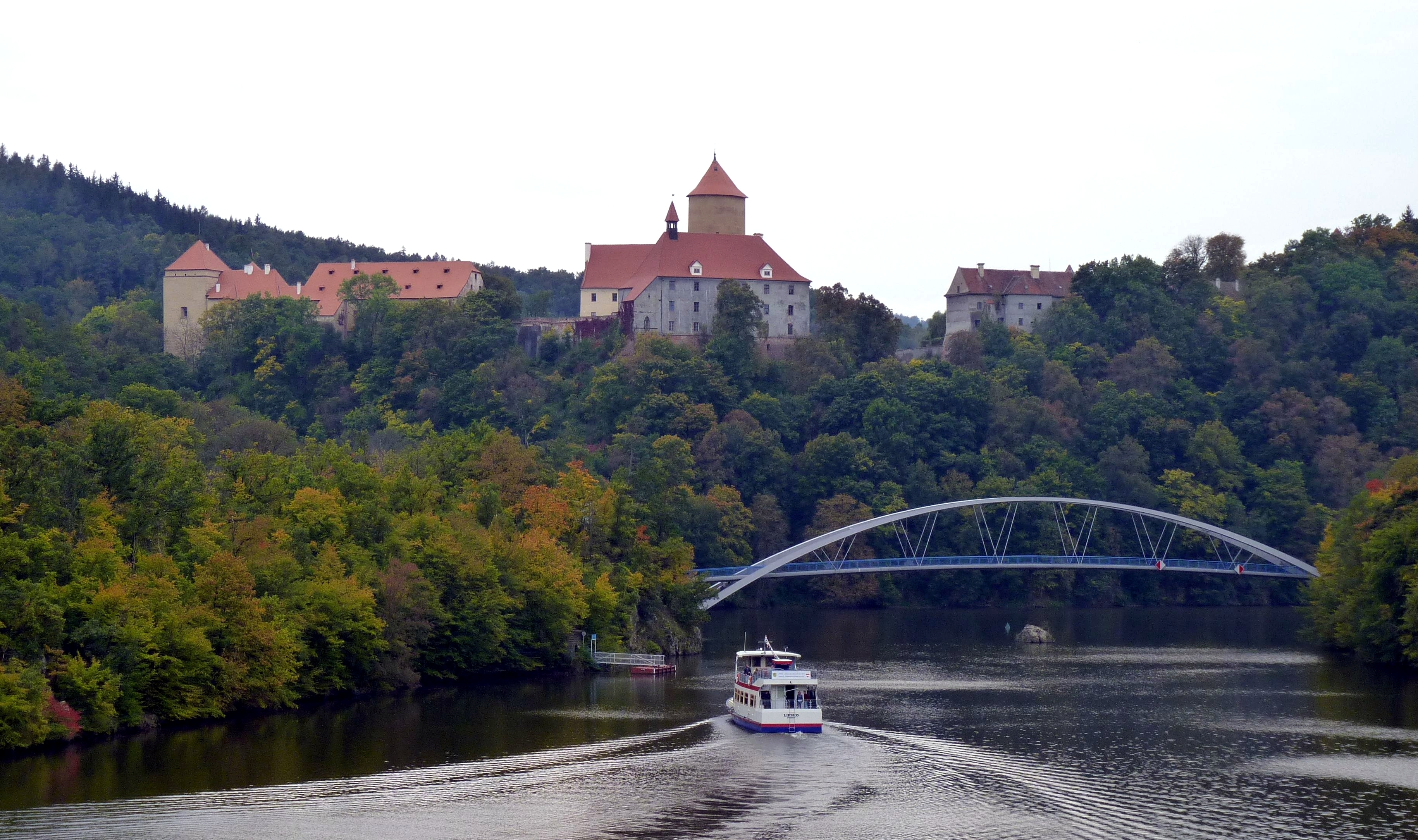
Blick von der Brünner Talsperre auf die Burg
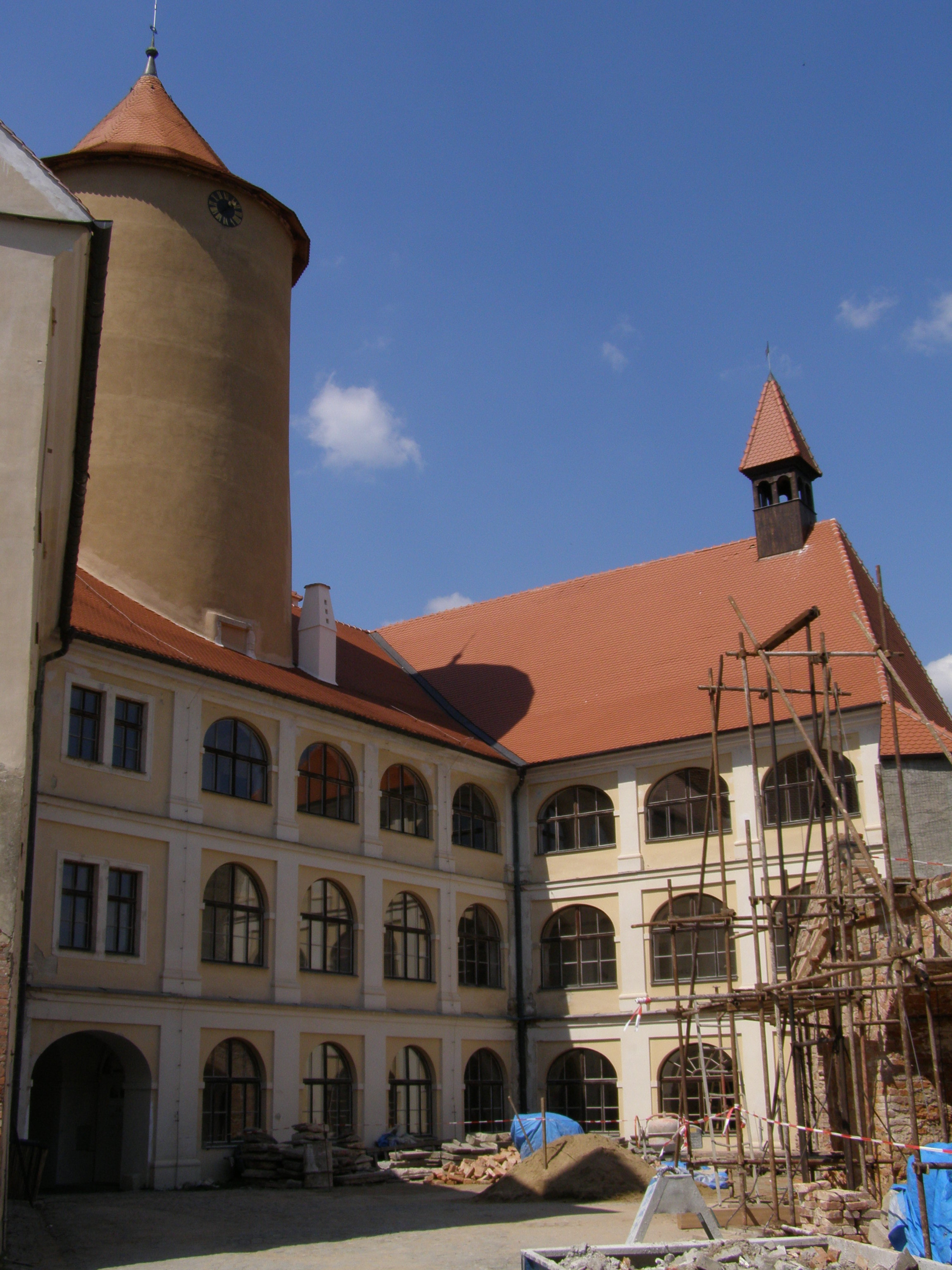
Im Inneren der Burg
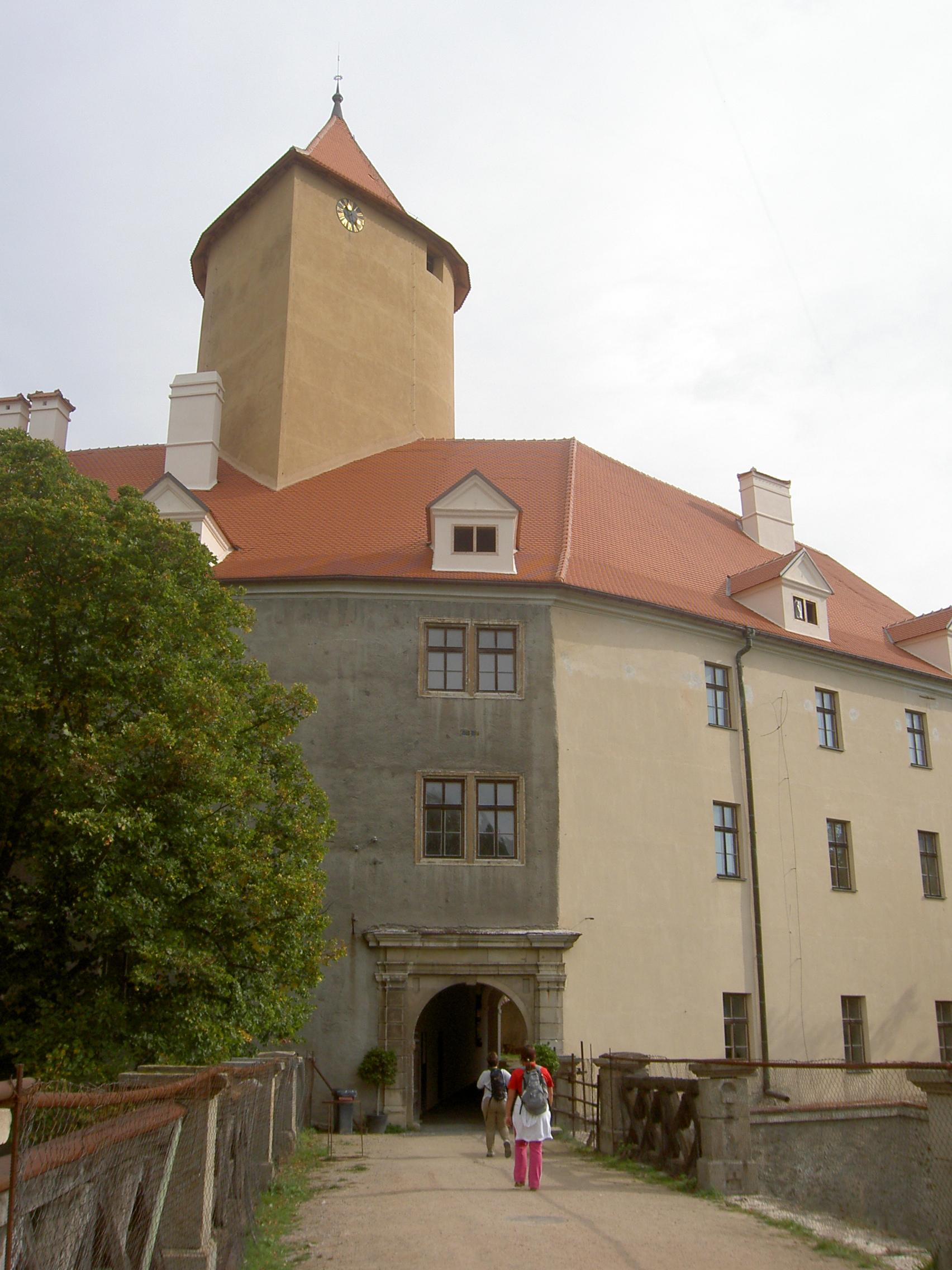
Eingang zum Inneren der Burg und Gratturm mit Uhr
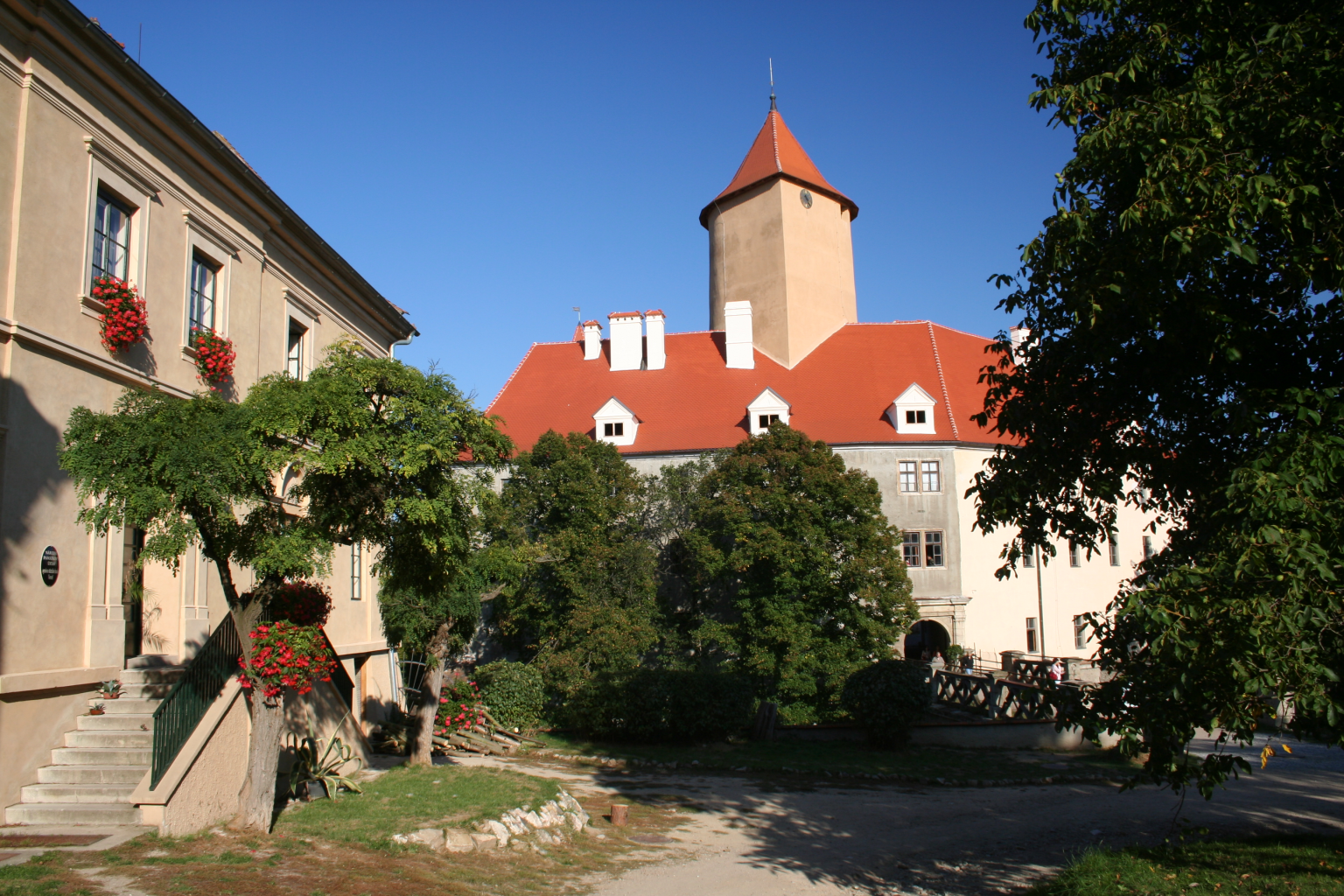
Im Inneren der Burg: Blick auf Palas mit Gratturm
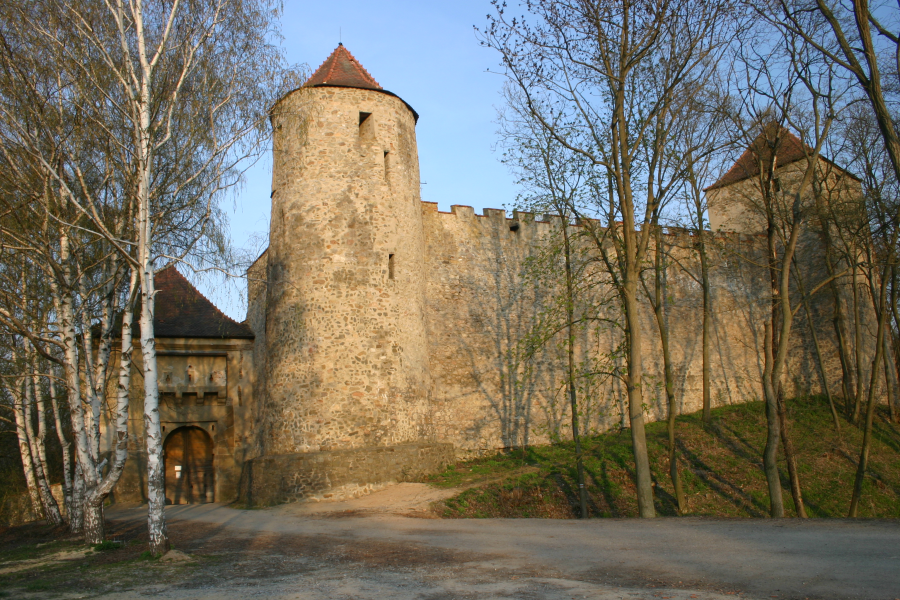
Westturm und Burgtor
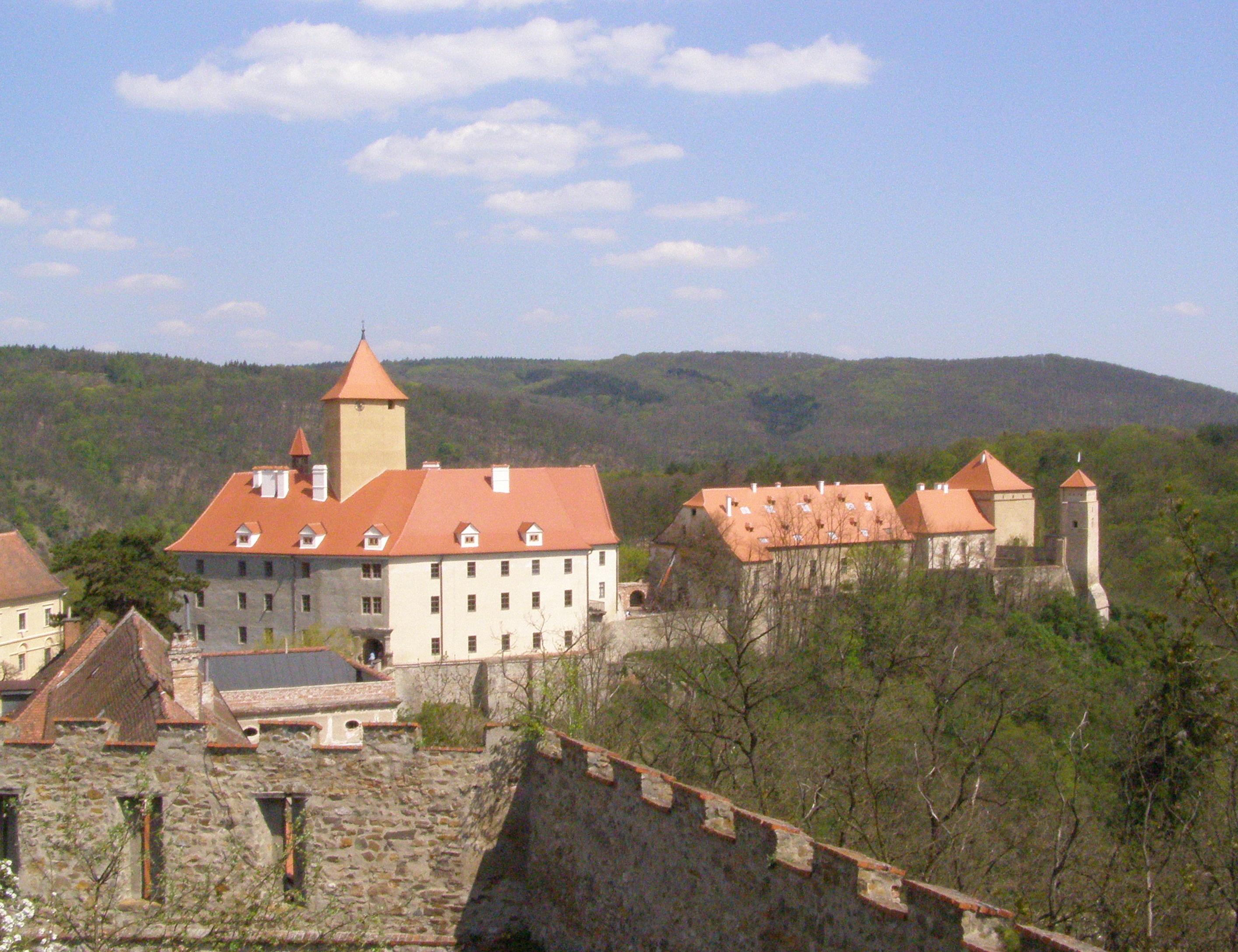
Blick auf die Burg mit Vorburg
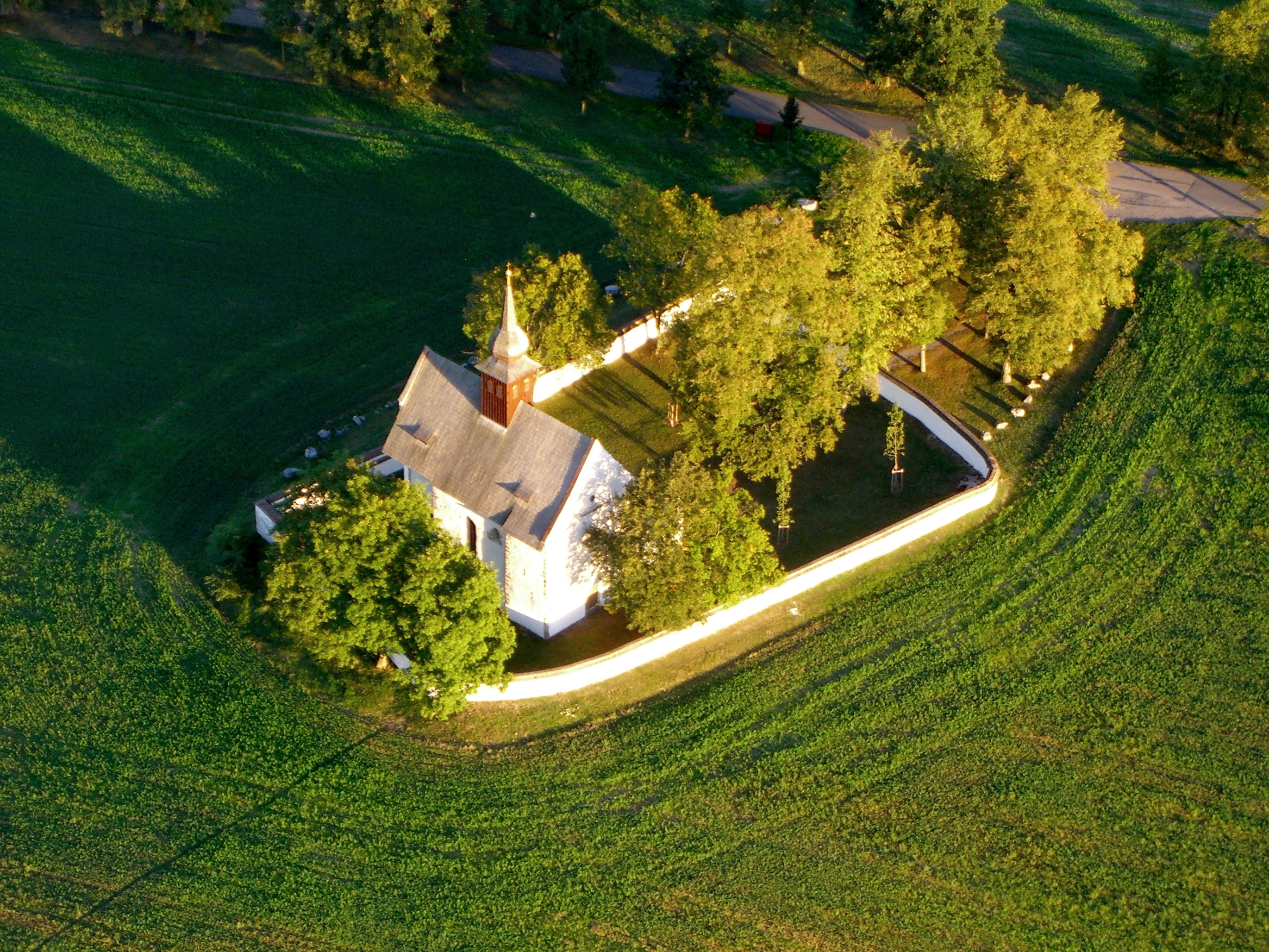
Burgkapelle
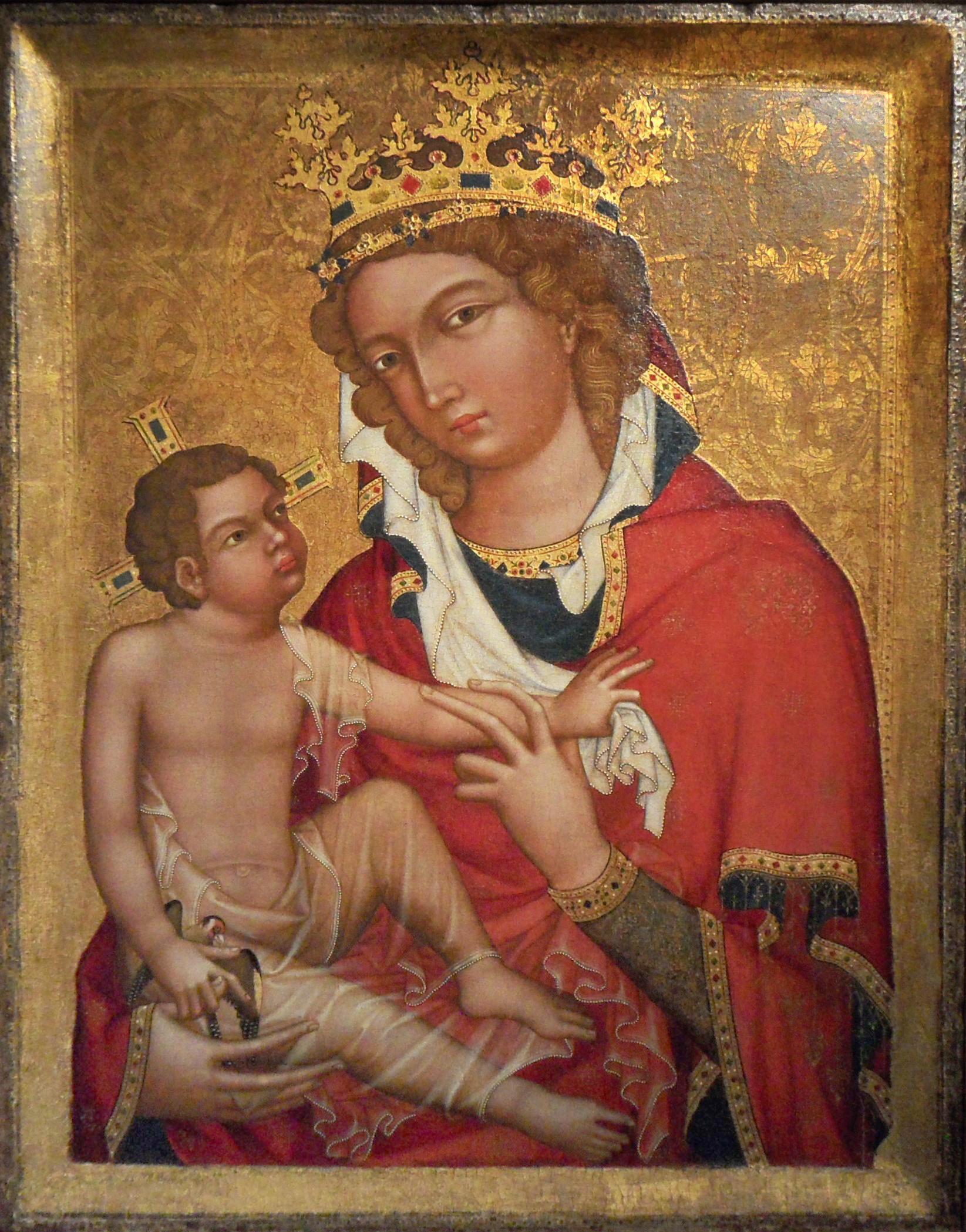
Madonna von Veveří
- Vorbeiflug per Drohne